# Urbana San Fernando
Pour les articles homonymes, voir San Fernando.
Urbana San Fernando est l'une des quatre paroisses civiles de la municipalité de San Fernando dans l'État d'Apure au Venezuela. Sa capitale est San Fernando de Apure, chef-lieu de la municipalité.

## Géographie

### Démographie
Hormis sa capitale San Fernando de Apure elle-même divisée en de nombreux quartiers, la paroisse civile possède plusieurs localités dont :
- Caramacate
- El Negro
- La Caña
- Los Arrieros
- Los Pájaros
- Los Tembladores
- San Fernando de Apure
  - Aeropuerto
  - Barrio Valeriano Moreno
  - Caujarito
  - Centro (le « centre»)
  - Francisco de Miranda
  - El Guásimo
  - El Tamarindo
  - Jaime Lusinchi
  - José Antonio Páez
  - La Horqueta
  - La Defensa
  - La Planta
  - Las Marías
  - Las Terrazas
  - 09 de Deciembre
  - Pueblo Nuevo
  - Santa Teresa